# Ghilaromma ussuriensis
Ghilaromma ussuriensis là một loài tò vò trong họ Ichneumonidae.